# 수흐바타르주

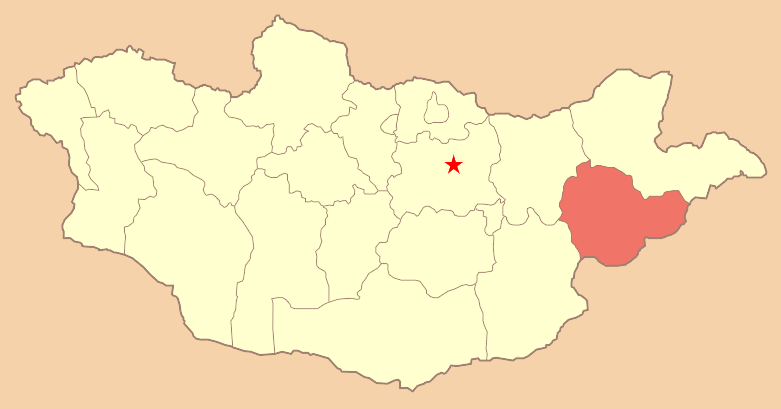
수흐바타르 주의 위치

수흐바타르주(몽골어: Сүхбаатар)는 몽골 동부에 위치한 주로 주도는 바론오르트이며 면적은 82,287.15km2, 인구는 54,363명(2011년 기준)이다. 주 이름은 몽골의 정치가, 혁명가인 담딩 수흐바타르에서 유래된 이름이다. 일부 연구자들은 중국과의 국경지대인 다리강가에서 고구려 유적지가 발굴되어 고구려의 최대 영토가 만주를 넘어서 몽골 동부까지 이어져있었음이 증명된다고 주장한다.